# Joseph Dixon (évêque)
 (avril 2024).
Si vous disposez d'ouvrages ou d'articles de référence ou si vous connaissez des sites web de qualité traitant du thème abordé ici, merci de compléter l'article en donnant les références utiles à sa vérifiabilité et en les liant à la section « Notes et références ».
Joseph Dixon, né en 1806 et mort le 29 avril 1866 à Armagh, est archevêque d'Armagh et primat de toute l'Irlande de 1852 à 1866.

## Biographie

### Enfance et éducation
Dixon naquit à Coalisland, dans le comté de Tyrone en 1806 et entra au St Patrick's College de Maynooth à l'âge de seize ans. Il fut ordonné prêtre en 1829. Il fut initialement nommé comme doyen junior de l'université, puis doyen principal en 1833. En 1834 il fut nommé au siège de l'Écriture Sainte et Hébraïque, un poste qu'il occupa pendant les dix-huit prochaines années. Sa classe avait une moyenne de 200 élèves, parmi lesquels figuraient John MacEvilly, qui devint archevêque de Tuam.

### Archevêque d'Armagh
Le 4 octobre 1852, Joseph Dixon est nommé archevêque d'Armagh et est consacré le 21 novembre de la même année par Paul Cullen avec comme co-consécrateurs James Browne (en) et George Errington (en). En tant que Primat d'Armagh il tint un important synode en 1854, auquel tous les évêques de la province du nord assistèrent avec leurs théologiens. La même année il commença à achever la cathédrale inachevée d'Armagh et termina quasiment l'œuvre avant son décès. En 1856 il forma le chapitre diocésain constitué de treize membres.
Durant sa fonction, il apporta certaines congrégations religieuses dans le diocèse : les Filles de la charité de saint Vincent de Paul (1855), qui ouvrit un foyer à Drogheda ; la Société de Marie (1851) qui ouvrit une université et noviciat à Dundalk, et la Congrégation de la Mission qui était chargée du séminaire ecclésiastique la même année. Le primat était un défenseur du Saint-Siège et lors d'un rassemblement public à Drogheda il dénonça Napoléon III de complicité dans les actes des révolutionnaires italiens. Son discours et sa lettre ultérieure au Freeman's Journal créa la polémique et l'Empereur en a fait un sujet de plainte au pape Pie IX. Dixon était l'organisateur de la Brigade irlandaise au service papal.

## Succession apostolique
Joseph Dixon a ordonné les évêques suivants :
- Évêque John Pius Leahy (en), O.P. (1854)
- Archevêque Daniel McGettigan (en) (1856)
- Évêque James Quinn (en) (1859)
- Évêque Patrick Dorrian (en) (1860)
- Évêque Nicholas Conaty (en) (1863)
- Évêque Thomas Nulty (en) (1864)
- Évêque James Donnelly (en) (1865)

## Ouvrages
La chaire de Dixon était signalisée par son Introduction aux Écritures Saintes, un ouvrage loué par le cardinal Wiseman. La première édition parût en 1852 et une seconde en 1875.